# Carolinum (Neustrelitz)
Ne doit pas être confondu avec Carolinium.

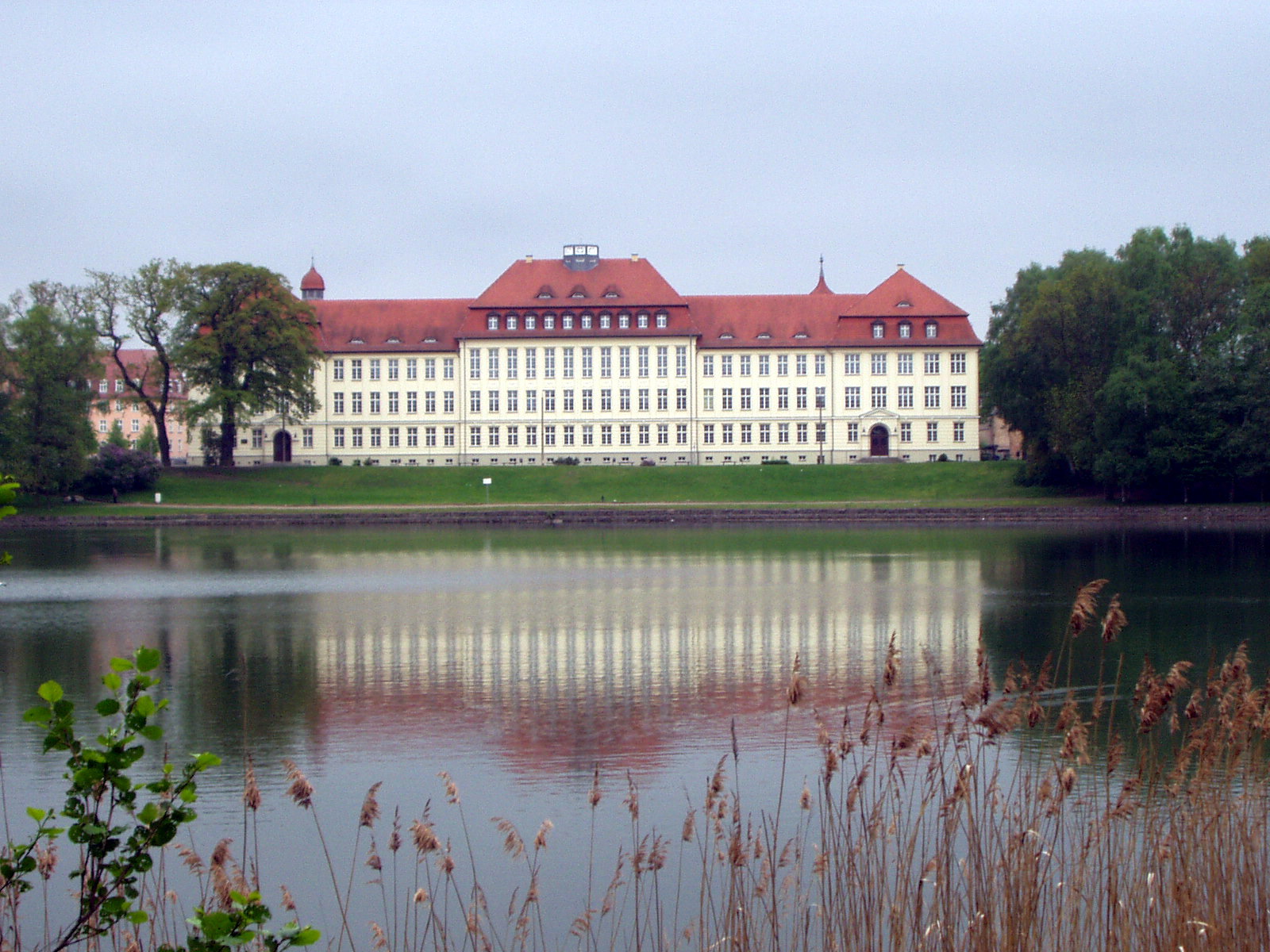
Gymnasium Carolinum

Le Carolinum de Neustrelitz est l'une des plus grandes institutions scolaires du Mecklembourg-Poméranie-Occidentale.
Fondé en 1795, l'établissement se situe au bord du lac de Glambeck.

## Anciens professeurs
- Césaire Villatte

## Anciens élèves
- Bernhard von Bülow